# Virtuele gemeenschap
Een virtuele gemeenschap, internetgemeenschap of online gemeenschap  (Engels: virtual community) is een groep mensen die communiceert en/of samenwerkt met behulp van verbindingen van het internet of een andere informatietechnologie, in plaats van elkaar in levenden lijve te ontmoeten. In het Nederlandse taalgebied wordt voor de term 'gemeenschap' ook regelmatig 'community' (meervoud: 'community's') gebruikt, ontleend aan het Engels.
Ten tijde van de wereldwijde Coronapandemie heeft deze vorm van samenwerking zich ontwikkeld tot een normaliteit, naast het ontmoeten in persoon. Vooral jongere mensen spreken sindsdien nauwelijks nog over virtual community, het hoort tot het normale leven.

## Algemeen
Hoewel het begrip virtuele gemeenschap pas rond de eeuwwisseling algemeen bekend werd, is het verschijnsel dat mensen zich met elkaar verbonden voelen via een communicatiemedium veel ouder. (Brief)schrijvers in Europa tijdens en na de renaissance voelden zich waarschijnlijk evenzeer met elkaar verbonden als hedendaagse internetgebruikers. De komst van computernetwerken heeft sinds de jaren zeventig de communicatiesnelheid sterk verhoogd. Bij de toenemende populariteit van het internet in de jaren tachtig en negentig hebben veel meer mensen met diversere achtergronden toegang tot elkaar.

### Beginjaren
De eerste interessegroepen die het internet konden gebruiken, veelal medewerkers van universiteiten of bij de strijdkrachten, stonden software programma's ter beschikking als e-mail en Usenet. Programmeurs hebben daarnaast gezocht naar mogelijkheden om als geografisch verspreide groep tezamen aan een project te werken, ze via het internet konden communiceren, daaruit zijn digitale hulpmiddelen als Git en wiki's ontstaan.
Met de komst van computernetwerken voor bedrijven ontstonden softwareproducten als Lotus Notes en Citrix om het samenwerken van vele medewerkers op verschillende locaties via computerverbindingen te laten verlopen. Met de komst van de mobiele telefoon zorgde in Europa een programma als SMS voor een nieuwe manieren van communicatie, in Canada en Amerika BlackBerry Messenger. Het Zweedse Skype revolutioneerde de manier van videobellen.

### Beschrijving in Amerikaanse literatuur en wetenschap
Progressieve Amerikaanse denkers zoals Charles Cooley in het begin van de 20e eeuw, stelden zich een maatschappij voor waarin de leden sterk met elkaar waren verbonden door middel van een stijgend gebruik van massamedia. Een eeuw later werd de term 'gemeenschap zonder verwantschap' (Engels: community without propinquity), naar voren gebracht door de  socioloog Melvin Webber in 1963.
In 1985 ontwikkelde zich in Sausalito, nabij het Californische San Francisco een elektronische discussieclub genaamd The WELL (een afkorting van The Whole Earth 'Lectronic Link). Deze door Stewart Brand en Larry Brilliant gestarte gemeenschap kan als een van de eerste Amerikaanse internetgemeenschappen beschouwd worden. Daarnaast worden de eerste mailinglijsten als een van de eerste virtuele gemeenschappen beschouwd. Een van de eerste Nederlandse community's die als zodanig gezien wordt, is De Digitale Stad, waarvan ook De Digitale Metro deel uitmaakte.
Howard Rheingold was de eerste die in 1993 in zijn boek The Virtual Community (Nederlands: "De virtuele gemeenschap") deze term gebruikte.

### Open source
In de stijl van de opensourcebeweging ontstonden meerdere samenwerkingsprojecten waarbij de leden van de virtuele gemeenschap samen werkten aan een bepaald doel, zoals bijvoorbeeld Wikipedia, GitHub en Mastodon.

### Mengvormen
In forums deelt men op websites informatie over bepaalde onderwerpen zoals aanvankelijk via Usenet en e-maillijsten. De controle over een forum ligt gewoonlijk bij de website-eigenaar.
Sommige online spelletjes hebben zich tot virtuele gemeenschappen ontwikkeld. Zie bijvoorbeeld MMORPG's.

## Commercialisering en monopolisering
Onder het Web 2.0-concept ontdekten verschillende bedrijven het ontstaan en gebruik van virtuele gemeenschappen als bron van economische winst. In 2005 waren dat bijvoorbeeld Flickr, Hyves, Xing en delicious. In 2012 werd het online sociale landschap bepaald door netwerken als Facebook, Twitter, Instagram en het opkomende Google+. Anno 2020 spelen internationale sociale media een belangrijke rol als YouTube, WhatsApp, Telegram en TikTok en kanalen die door een (rechts)persoon worden bedreven met een politiek of bedrijfsmatig doel, zoals Truth Social van voormalig Amerikaans president Donald Trump en X corp van Amerikaans ondernemer Elon Musk.
Kenmerkend aan deze vormen van gemeenschap is de laagdrempelige toegang die doorgaans geen financiële bijdrage vraagt van gebruikers. De winst die voor de aanbieders ontstaat, komt uit de door leden gegenereerde informatie, bijvoorbeeld in de vorm van eigen interesses, sociale contacten of ook inhoud zoals foto's, video's en teksten die de gebruikers ter uitbating aan het bedrijf schenken. Advertenties zijn een verdere inkomstenbron.

## Overwegingen
In commerciële virtuele gemeenschappen is het gebruik van de eigen naam doorgaans verplicht. Elders is (pseudo)anonimiteit mogelijk. Dat biedt de gebruiker mogelijkheden zich zo te presenteren als hij zelf wil. In anonimiteit blijken de grenzen van de vrijheid van meningsuiting sneller te worden overschreden en kan criminele samenwerking vergemakkelijkt worden.
Bij virtuele gemeenschappen is er sprake van een gemengde werkelijkheid wanneer de werkelijke wereld en een virtuele (schijnbare) wereld sterk met elkaar vermengd zijn. Deze vermenging geeft dan een indruk van een complete werkelijkheid. Onder psychologen en sociologen wordt gediscussieerd over de gevolgen en mogelijke gevaren daarvan.

## Soorten virtuele gemeenschappen
- BBS'en
- Instant messaging
- IRC
- Internetforums
- Mailinglijsten
- Micronaties
- Online computerspellen
- Opensourcesoftware
- Peer-to-peer
- Sociale Media
- Sociaalnetwerksites
- Usenet
- Webstrips
- Weblogs
- Wiki's